# Lilla Ritsa
Lilla Ritsa, eller Patara Ritsa (georgiska: პატარა რიწა), är en sjö i Abchazien, i nordvästra Georgien. Lilla Ritsa ligger 1 235 meter över havet.
Lilla Ritsa ligger 5 km väster om sjön Ritsa, även kallad Stora Ritsa, och ingår liksom denna i Ritsa naturreservat.